# Guerra rus'-bizantina de 907
A Guerra rus'-bizantina de 907 está associada na Primeira Crônica com o nome de Olegue de Kiev e é descrita como tendo sido a mais vitoriosa operação militar da Rússia de Kiev contra o Império Bizantino. Paradoxalmente, as fontes gregas não fazem sequer menção ao evento.

## Primeira Crônica
A crônica descreve o raide de 907 com grande riqueza de detalhes. A memória da campanha parece ter sido transmitida oralmente por diversas gerações entre os rus' e esta é provavelmente a origem da grande quantidade de fatos exuberantes que recheiam o relato, mais apropriados ao folclore do que à história.
Pelo relato, sabemos que a princípio, os enviados bizantinos tentaram envenenar Olegue antes que ele chegasse a Constantinopla. O líder dos rus', renomado por seus poderes oraculares, se recusou a beber da taça que continha o veneno. Quando sua marinha estava à vista de Constantinopla, ele encontrou os portões da cidade fechados e a passagem pelo Bósforo bloqueada por grandes correntes de ferro. Neste ponto, Olegue se valeu de um subterfúgio: ele iniciou um desembarque na costa e equipou suas 2 000 monóxilos com rodas. Após seus navios terem se transformado em veículos, ele os levou até as muralhas de Tsargrado (Constantinopla) e pregou seu escudo aos portões da capital imperial.
A ameaça a Constantinopla só foi resolvida através de negociações de paz que resultaram no Tratado rus'-bizantino de 907, através do qual os bizantinos ficaram obrigados a pagar doze grívnias para cada navio dos rus'.

## Interpretações

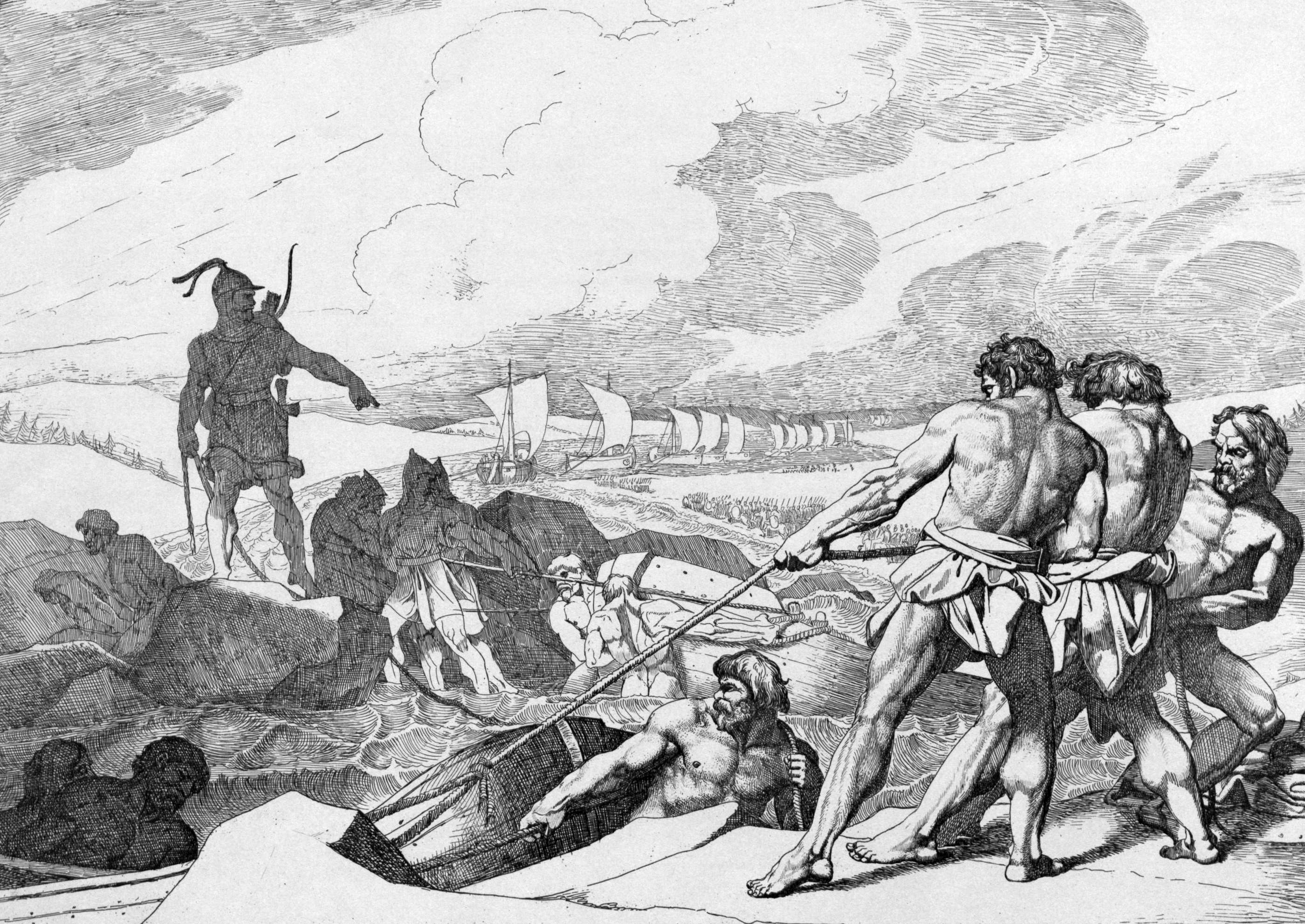
Olegue desembarca em Tsargrado

Que a campanha de Olegue não é inteiramente fictícia, é claro pelo texto autêntico do tratado de paz, que foi incorporado à crônica. Os estudiosos modernos tendem a explicar o silêncio das fontes gregas a respeito da campanha de Olegue pela falta de acuracidade da cronologia da "Primeira Crônica". Alguns assumem que o raide na realidade ocorreu em 904, quando os bizantinos estavam em guerra contra Leão de Trípoli. Uma conjectura mais plausível tem sido proposta por Boris Rybakov e Lev Gumilev: o relato da campanha se refere, na realidade, à Guerra rus'-bizantina de 860, erroneamente descrita nas fontes eslavônicas como um fracasso dos rus' de Kiev.
Apesar dos recorrentes conflitos militares, as relações entre os rus' e Bizâncio parecem ter sido predominantemente pacífico. A Primeira cristianização dos rus' foi relatada pelo patriarca Fócio na década de 860. Em uma de suas cartas, Nicolau I Místico ameaçou lançar uma invasão de rus' na Bulgária e os historiadores inferem disto que os bizantinos, na época, eram capazes de manipular os rus' de Olegue para seus próprios desígnios.
Além disso, contingentes substanciais de rus' se juntaram ao serviço imperial e participaram das expedições navais bizantinas por todo o século X. Um esquadrão de 700 mercenários rus' participaram da expedição de Creta de 902. Uma unidade de 415 varegues esteve envolvida com a expedição italiana de 936. Treze anos depois, 629 rus' navegaram em nove barcos para acompanhar os gregos na expedição contra o Emirado de Creta.